# Pajor Gábor
Pajor Gábor (Budapest, 1956. július 7. –) világbajnoki ezüstérmes magyar öttusázó.
1969-ben lett a Csepel SC három- és öttusázója. 1974-ben két ezüstérmet ért el az IBV-n. Egy év múlva mindkét számban aranyérmes volt. 1981-ben felnőtt csapatbajnokságot nyert. 1982-ben csapatban vb-második volt. Egyéniben ötödik lett. Ebben az évben az év magyar öttusázójának választották. A következő évben csapatban ismét a dobogó második fokáig jutott a vb-n. Ugyanezen a helyen végzett az egyéni magyar bajnokságon. 1987-ben visszavonult.

## Díjai, elismerései
- Az év magyar öttusázója (1982)